# ويليام ك. موني
ويليام ك. موني (بالإنجليزية: William C. Mooney)‏ هو مصرفي وسياسي أمريكي، ولد في 15 يونيو 1855 في بيلسفيل في الولايات المتحدة، وتوفي في 24 يوليو 1918 في نيويورك في الولايات المتحدة. حزبياً، نشط في الحزب الجمهوري. وقد انتخب عضو مجلس النواب الأمريكي.